# ハンス・メルヒオール
ハンス・メルヒオール（Hans Melchior、1894年8月5日 - 1984年3月12日）はドイツの植物学者である。アドルフ・エングラーの植物分類体系をもとに、修正を加えた分類体系、新エングラー体系を提唱した。
ベルリンで生まれた。ベルリン大学で植物学を学び、植物病理学研究所のハーバーラント（Gottlieb Haberlandt）の助手となり、1920年に学位を得た。
1920年からベルリン＝ダーレム植物園のアドルフ・エングラーのもとで働き始め、1927年に助教授、1932年に学芸員、1940年に教授となり、1955年に上級評議員となり、1957年から引退する1959年まで園長を務めた。1940年からベルリン工科大学で教育を行った。
植物分類学の分野に貢献し、ツバキ科などを研究し、エングラーとカール・アントン・オイゲン・プラントルの"Die Natürlichen Pflanzenfamilien" の改訂2版に貢献した。ヴェーダーマン（Erich Werdermann）と"Syllabus der Pflanzenfamilien" (1954–1964)を出版し、カストナー（Hans Kastner）と"Gewürze. Botanische und chemische Untersuchung" (1974)を出版した。国際植物分類学協会（I.A.P.T. :International Association for Plant Taxonomy）の設立メンバーである。
モッコク科の属 Melchiora Kobuski（Balthasariaのシノニム）に献名された。